# Ленгеріх (Нижня Саксонія)
Ленгеріх (нім. Lengerich) — громада в Німеччині, розташована в землі Нижня Саксонія. Входить до складу району Емсланд. Центр об'єднання громад Ленгеріх.
Площа — 31,73 км2. Населення становить 2785 ос. (станом на 31 грудня 2021).